# Голдберг, Артур Джозеф
Артур Джозеф Голдберг (англ. Arthur Joseph Goldberg; 8 августа 1908, Чикаго, Иллинойс, США — 19 января 1990, Вашингтон, США) — американский политический деятель, специалист по трудовому праву, министр труда США (1961—1962).

## Биография
Родился в семье еврейских иммигрантов.
Учился в DePaul University и на юридическом факультете Северо-Западного университета, который окончил с отличием в 1930 г.
Во время Второй мировой войны возглавлял отдел труда в Управлении стратегических служб США и помогал осуществлению подпольных операций в нацистском тылу, организовал антифашистское движение европейских рабочих-транспортников с широкой агентурной сетью.
В 1948—1955 гг. — генеральный адвокат Конгресса производственных профсоюзов, в 1955—1961 гг. (после объединения с Американской федерацией труда в АФТ-КПП) — главный советник по правовым вопросам, одновременно — главный юрисконсульт сталелитейщиков США. Он также являлся видным представителем Демократической партии в вопросах профсоюзной политики.
В 1961—1962 гг. — министр труда США в кабинете Джона Кеннеди.
В 1962—1965 гг. — член Верховного суда США (заменил вышедшего на пенсию Феликса Франкфуртера). В суде он поддерживал либеральное большинство и был автором нескольких важнейших решений, защищающих права натурализованных американских граждан.
В 1965—1968 гг. — постоянный представитель США при ООН. При обсуждении арабо-израильского конфликта во время и после Шестидневной войны выступал противником требований советской делегации о немедленном и безоговорочном выводе израильских войск с территорий, занятых в ходе боевых действий. Это вызвало недовольство арабских стран, обвинивших его в использовании американского влияния в еврейских интересах и во враждебном отношении к арабам. В 1968 г. Голдберг ушёл в отставку вследствие несогласия с политикой президента Джонсона во Вьетнаме.
В 1970 г. выставил свою кандидатуру на пост губернатора штата Нью-Йорк, но не был избран.
После поражения Голдберг вернулся к юридической практике в Вашингтоне и занял пост президента Американского еврейского комитета.
В 1977 г. президент Картер назначил его послом на Белградской конференции по правам человека.
В 1978 г. награждён Президентской медалью свободы.
Похоронен на Арлингтонском национальном кладбище.

## Сочинения
- Американские профсоюзы. Объединение Американской федерации труда (АФТ) и Конгресса производственных профосюзов (КПП) = AFL-CIO: Labor United. — Нью-Йорк: Телекс, 1990. — 299 с. ISBN 0-938181-15-7